# Рогозин, Семён Сергеевич
Семён Сергеевич Рогозин (род. 18 ноября 1992, Челябинск) — российский спортсмен, мастер спорта международного класса по мотокроссу и суперкроссу.  Многократный чемпион России, чемпион Европы. Участник чемпионата мира по мотокроссу в классе MXGP,  мастер спорта России международного класса

## Биография
С 5 лет занимается мотокроссом и суперкроссом. Один из своих главных кубков Семён завоевал в 2014 году, став чемпионом Европы по мотокроссу. Наиболее удачным в карьере Семена Рогозина стал 2016 год. Он стал абсолютным чемпионом России и вошёл в состав российской сборной (вместе с Евгением Бобрышевым и Всеволодом Брыляковым) на Мотокроссе Наций в Маджоре (Италия), где команда заняла 11-е место среди 28 стран.
19 октября 2014 года по приглашению организаторов и впервые в истории российского мотоспорта вместе со спортсменами из девяти государств Рогозин  принял участие в Интернациональном чемпионате по мотокроссу среди азиатских стран, проходившем в южнокорейском Чхонсоне. По итогу гонки Семён стал победителем чемпионата азиатских стран. Через год Рогозин вновь одержал победу в этом турнире.

## Личная жизнь
Жена: Рогозина Ольга Петровна, 24.11.1987 г.р. Сын: Рогозин Савелий Семёнович, 26.09.2018 г.р.